# 伊什科希姆县
伊什科希姆县是塔吉克斯坦东南部的一个县，属山地巴达赫尚自治州管辖。该县南端及西端与阿富汗隔喷赤河相望。2008年全县人口28,400人，2018年全县人口32,200人。该县于1932年10月设立。县治为伊什科希姆，在苏联时期，该地是全苏联的最南端。另外在喷赤河对岸的阿富汗，也有一个同名的县伊什卡希姆县和县治Eshkashem（波斯語：‎）。

## 地名
古代名为塞迦审（Shakāsim）。可能来自印度-雅利安语的*sakā-kšam-，即“塞种人的土地”之意。今名是Shakāsim通过词首增音而来。

## 历史
该地区在古代以出产当时称“剌”（lāl或la‘l）的红色尖晶石宝石而闻名，现在在该处还有古代的矿山遗址，名叫“Kuh-i-Lal”（“剌”之山的意思）。
作为行政区划，伊什科希姆县（当时以俄语称伊什卡希姆县）是1932年10月27日成立的。
2021年塔吉克总统提议中国增加对塔吉克军队的军事援助，同时为塔吉克军方兴建一处位于瓦罕走廊西北部塔吉克斯坦伊什科西姆县（Ishkoshim District）的新军事基地。作为交换，塔吉克将把邻近中国新疆的穆尔加布县（Murghob District）沙伊马克村（Shaymak）的军事基地完全转交给中国。